# Пшибишув (Лодзинське воєводство)
Пшибишув (пол. Przybyszów) — село в Польщі, у гміні Кобелі-Великі Радомщанського повіту Лодзинського воєводства.
Населення — 405 осіб (2011).
У 1975-1998 роках село належало до Пйотрковського воєводства.

## Демографія
Демографічна структура станом на 31 березня 2011 року:
|          | Загалом | Допрацездатний вік | Працездатний вік | Постпрацездатний вік |
| -------- | ------- | ------------------ | ---------------- | -------------------- |
| Чоловіки | 210     | 42                 | 144              | 24                   |
| Жінки    | 195     | 36                 | 112              | 47                   |
| Разом    | 405     | 78                 | 256              | 71                   |